# زهير بن جناب الكلبي
زهير بن جناب بن هبل الكلبي القضاعي (توفي نحو 60 ق.هـ/564 م) هو خطيب قبيلة قضاعة وسيدها وشاعرها ومبعوثها إلى ملوك الجاهلية. كان يسمى الكاهن لصحة رأيه، وقيل أنه عَمَّرَ طويلا ومات وهو مسرف في شرب الخمر حتى مات. قيل: «أن وقائعه تناهز المئتين» وأشهرها أيامه مع بكر وتغلب حيث جاء أبرهة الأشرم مارّاً بنجد فأتاه زهيراً فولاه أبرهة بكراً وتغلب. وفي فترة ولايته أصاب القوم قحط فطلب منهم زهيراً أن يؤدوا الخراج فلم يفعلوا فقاتلهم، فضربه أحدهم ضربة ظنوا أنه قتل فيها إلا أنه تظاهر بالموت. بعدها رحل زهير سراً إلى قومه فجمع جيشا من اليمن، وأقبل على بكر وتغلب، ففعل فيهم الأفاعيل. ويذكر أن زهير بن جناب هو الذي هدم البُسّ في المرة الأولى، والبس هو معبد الإلهة العزى، وقتل أسيراً من غطفان وأراق دمه في حرمها.

## وصيته
أن زهير بن جناب الكلبي أحسَّ بدنو أجله فأراد أن يوصي أبناءه هذه الوصية المؤثرة التي تحمل خلاصة تلك الأيام الطويلة والأعوام الغابرة.
يا بَنِيَّ قَدْ كَبِرَتْ سِنِّي، وَبَلَغْتُ حَرْسًا مِنْ دَهْري، فَأَحْكَمَتْني التَّجارِبُ، والأمورُ تَجْرِبَةٌ واخْتِبارٌ، فَاحْفَظُوا عَنِّي ما أقولُ وَعوهُ.
إيَّاكُمْ وَالْخَوَرَ عِنْدَ الْمَصائِبِ، والتَّواكُلَ عِنْدَ النَّوائِبِ؛ فَإِنَّ ذلِكَ داعيَةٌ لِلْغَمِّ، وَشَماتَةٌ للعَدُوِّ، وَسوءُ ظَنٍّ بالرَّبِّ.
وإيَّاكُمْ أنْ تَكونوا بِالْأَحْداثِ مُغْتَرّينَ، وَلَها آمِنينَ، وَمِنْها ساخرينَ؛ فإنَّهُ ما سَخِرَ قَوْمٌ قَطُّ إلَّا ابْتُلُوا؛ ولكنْ تَوَقَّعوها؛ فَإنَّ الإنسانَ في الدُّنْيا غَرَضٌ تَعاوَرَهُ الرُّماةُ، فَمُقَصِّرٌ دونَه، ومُجاوِزٌ لِمَوْضِعِهِ، وَواقِعٌ عَنْ يَمينِهِ وَشِمالِهِ، ثُمَّ لا بُدَّ أنَّهُ يُصيبُهُ.

## شرح وصيته
أوصى زهير بن جناب الكلبي بنيه فقال:
يا بَنِيَّ قدْ كَبِرتْ سِنِّي، وبلغتُ حَرْسًا (حينا أو دهرا وجمعها أحْرُسٌ) من دهري، فأَحْكَمَتْني التجارِبُ (أي جعلتني خبيرا مجرَّبا)، والأمورُ تجرِبةٌ واختبارٌ، فاحفظوا عني ما أقولُ وَعوهُ.
إياكُمْ والخَوَرَ (الضعف والتلاشي والانكسار: من خوِرَ يخوَرُ) عندَ المصائبِ، والتواكلَ (الاستسلام والاتكال على الغير) ومنه: «المؤمن يجب أن يكون متكلا لا متواكلا» عندَ النوائب؛ فإن ذلك داعيةٌ (سبب) للغَمِّ (الضيق والهم والكرْب والشدة)، وشماتةٌ (فرح لبلية الآخرين) للعدوِّ، وسوءُ ظَنٍّ (شك وارتياب وظن قبيح) بالرَّبِّ.
وإياكمْ أن تكونوا بالأحداثِ (المصائب والنوائب) مُغترّينَ (مخدوعين، ظانين بها الظن الحسن، مطمئنين إليها)، ولها آمنين (مطمئنين)، ومنها ساخرين (غير مقدرين لحقيقتها وهولها وشدتها)؛ فإنَّهُ ما سَخِرَ قومٌ قطُّ إلا ابْتُلُوا (امتحنوا واختبروا أو أصيبوا ببلية وهذا أدقّ للمعنى)؛ ولكنْ تَوَقَّعوها (تحسبوها وتهيأوا لها وتأهبوا كي لا تباغتكم)؛ فإنَّ الإنسانَ في الدنيا غَرَضٌ (هدف) تعاورَهُ (تداولوه وأرادوا إصابته) الرماةُ، فَمُقَصِّرٌ (أي هذا رامٍ أو سهمٌ لم يَطَلْه) دونَه (عنه)، ومُجاوِزٌ (عابر ومتعدٍّ) لموضِعِهِ، وواقعٌ عن يَمينِهِ وشِمالِهِ، ثمَّ لا بُدَّ أنهُ يُصيبُهُ

## أحفاد زهير بن جناب الكلبي
بنو زهير بن جناب من كلب بن وبرة القضاعية
وهم قبيلة الجنابيين (بني جناب) من اولاد محمد بن علي بن عقاب (عكاب) من بني بحر من ذرية زهير بن جناب بن هبل من بطن كلب بن وبرة من قبيلة قضاعة بن مالك بن حمير بن سبأ يسكنون الآن في مدن بغداد والحلة والنجف وسط العراق وفي مدن صلاح الدين والانبار في بادية غرب العراق وأبناء عمهم في مدينة دير الزور في بادية شرق سوريا وسابقا تسمى بادية السماوة بين غرب العراق وشرق الشام وكانت مياههم الدمعانة وكان لهم موضع بالقرب منها يسمى الجناب نسبة إلى بني جناب بن هبل.
ويذكرهم الشاعر أبو تمام الطائي في شعره ويقول:
وكان للجنابيون حروبا مع الدولة الحمدانية ويذكرهم الشاعر ابي فراس الحمداني في شعره من ضمن القبائل العربية التي لم تكن على وفاق مع الدولة الحمدانية:
ويذكر الشاعر المتنبي الجنابيون في شعره من القبائل العربية التي كانت مناهضة لحكم الدولة الحمدانية ويقول:
الزهيرات بالحجاز ومصر ينتميان إلى بني زهير بن جناب من قبيلة كلب بن وبرة من قضاعة، وهي قبيلة عريقة منها الصحابي زيد بن حارثة وابنه أسامة حب رسول الله صلى الله عليه وسلم، ودحية بن خليفة الكلبي وغيرهم.
أما الزهيرات الموجودين الآن في الجزيرة العربية أبناء عمومة جهينة بن زيد من قضاعة وهم من بطن كلب بن كبير وهم فخذ من قبيلة جهينة القضاعية يقال لهم الزهيري الكلبي الجهني.
من المعروف أن زهايرة مصر دخلوا بالحلف في قبيلة جذام، وتحديداً في حلف بني الوليد بن سويد بن حرام بن جذام، ومساكنهم فيما بين فاقوس إلى السنبلاوين بالدقهلية في بلاد كثيرة مثل: قرية الزهايرة والبيروم بفاقوس والحسينية بمحافظة الشرقية، وقرى الزهايرة وطماي الزهايرة مركز السنبلاوين محافظة الدقهلية.
والزهايرة بفاقوس كانوا حلفاء للسادة العزازية عند نزول السيد عزاز إلى الشرقية في القرن الثامن الهجري.
وصحب الزهايرة في نزولهم مصر اخوتهم بنو عدي بن جناب، خصوصا بنو حصن بن ضمضم بن عدي بن جناب، المسمون بالحصاينة بمركز السنبلاوين وفاقوس والحسينية وغيرهما.
الزهيرات في الحجاز يتواجدون الآن في ينبع وشمال المدينة المنورة ومن شيوخهم بوادي ينبع النخل الشيخ عيد بن سلامة الزهيري تعالى وبعده جاء أبناءه نغيمش وعودة رحمهم الله تعالى وكبير الزهيرات في الحجاز الآن الشيخ محمد بن عيد بن سلامه الزهيري ومن قرى الزهيرات بوادي ينبع قرية خيف حسين وهم دوي عيد وقرية الفشغات والمشاش دوي علي الزهيري شمال المدينة ويوجد منهم قسم شرق المدينة بالقرب من الحناكية وهم دوي حماد الزهيري إلا أن عدد من أبناء الزهيرات انتشروا في جميع مناطق المملكة العربية السعودية وخاصة بالمدينة المنورة رغبة في جوار سيد المرسلين ومهم من يتواجد حالياً في جدة والطائف وتبوك وحفر الباطن وغيرها من المدن.

## من أشعاره
قال في رثاء ابنه: